# Bachkirche
Bachkirche ist der Name oder Beiname von nach Johann Sebastian Bach benannten evangelischen Kirchen:
- Johann-Sebastian-Bach-Kirche (Arnstadt)
- Johann-Sebastian-Bach-Kirche (Berlin)
- Johann-Sebastian-Bach-Kirche (Forst (Lausitz))
- Bachkirche St. Michaelis (Lüneburg)
- Bachkirche Divi Blasii (Mühlhausen)